# حواء جاه الرسول
علامه من علامات الغناء السوداني كانت ضمن الرعيل الأول من المغنيين السودانيين الذين سجلت لهم الإذاعة السودانية أغاني عند نشأتها.
وُلدت في عام 1926 في منطقة شمال كردفان، وهي تنتمي إلى أسرة محافظة ولكنها اخترقت الطريق وأصبحت مطربة شعبية وبارزة في النشيد الوطني لمقاومة الاستعمار البريطاني. تم إلقاء القبض عليها وهي في السادسة عشرة من عمرها. إنها الأم الروحية لما يُعرف بأغاني البنات في السودان وألهمت أغاني حفلات الزفاف حتى يومنا هذا، لكن دورها الوطني ظل واضحًا في الغناء للنضال وعقاب الحركة الوطنية، حيث كانت أول من غنى من أجل الاستقلال.

## عن حياتها
كانت المغنية الراحلة واحده من أوائل المغنين في استقلال السودان الذي تحقق في عام 1956 وعلّمة الشعب السوداني على مر السنين حول حب الوطن والوطنية. كانت المغنية التي قاتلت ضد الاحتلال البريطاني وتم اعتقالها مراراً وتكراراً، ايضاً دعامة أساسية للمناسبات الوطنية. ولدت المغنية في عام 1926 في مدينة الرهد في ولاية شمال كردفان. كانت تتمتع بعلاقة استثنائية مع قادة الأحزاب السودانية، خاصة مع حزب الاتحاد الديمقراطي.

## نضالها
إنضمت حواء الطقطاقه إلى النضال ضد المستعمر منذ شبابها حتى  نال السودان إستقلاله فلم يكن هناك في السودان من لايعرف حواء الطقطاقه المغنيه والمناضلة فهى أول من تغنى للإستقلال، وحينما علمت بأن العلم السودانى يحمل ثلاثة ألون قامت بحياكة ثوب سودانى قبل رفع العلم يحمل اللون الأزرق والأصفر والأخضر وظلت ترتديه طوال حياتها.
شاركت في أول مظاهره ضد المستعمر وعمرها آنذاك ستة عشر عاماً حيث تم القبض عليها ونفيها إلى سجن بربر لتقضى ستة أشهرداخله ومن بعد  إطلاق سراحها عادت  للخرطوم لتجد بعض المغنيات من بنات جيلها مثل عائشه الفلاتيه ،منى الخير ومهله العباديه فأنخرطت  معهن بقوة صوتها لتتميز بينهن  بالغناء الشعبى.

## انظر ايضاً
- عائشة الفلاتية
- إيناس مزمل

## روابط خارجية
- قناة السودان استضافة المغنية حواء الطقطاقة فب برنامج (أسماء في حياتنا - حواء جاه الرسول ( حواء الطقطاقة ))